# 71001 Natspasoc
71001 Natspasoc este un asteroid din centura principală de asteroizi.

## Descriere
71001 Natspasoc este un asteroid din centura principală de asteroizi. A fost descoperit pe 7 decembrie 1999 la Fountain Hills (Arizona) de Charles W. Juels. Asteroidul prezintă o orbită caracterizată de o semiaxă mare de 2,61 ua, o excentricitate de 0,09 și o înclinație de 15,4° în raport cu ecliptica.